# Лија Смит
Лија Смит (енгл. Leah Smith; Маунт Лебанон, 19. април 1995) америчка је пливачица чија специјалност је пливање слободним стилом на 200, 400 и 800 метара.
Актуелна је олимпијска победница из Рија 2016. где је освојила златну медаљу у штафети 4×200 метара слободно, заједно са Кејти Ледеки, Мајом Дирадо и Алисон Шмит. У Рију је пливала и на 400 метара слободно где је освојила бронзану медаљу, док је трку на 800 метара слободно окончала на 6. месту.
На Светском првенству 2015. у руском Казању освојила је златну медаљу као чланица америчке штафете 4×200 слободно. 